# Donna Matthews
Donna Matthews (nacida como Donna Lorraine Matthews, el 2 de diciembre de 1971, Newport, Monmouthshire) fue la guitarrista de la banda de britpop Elastica.
Se unió a Elastica en 1992, al responder a un aviso publicado en la revista Melody Maker, en que se solicitaba una guitarrista con influencias de The Wire. Dejó la banda en 1998 para luego reintegrase en 2000. Participó en los dos álbumes de estudio del grupo, el exitoso Elastica (1995) y The Menace (2000). 
En mayo de 2004, con su nueva banda Klang, lanzó el álbum No Sound is Heard'.
En el 2006, ingresó a estudiar música en la Escuela de Artes de Dartington en Devon. En octubre del mismo año, en entrevista concedida a Ichthus Christian Fellowship, reveló su conversión al cristianismo. Asiste a la iglesia Enlace Ichthus y es líder de la Unión Cristiana en Dartington. 
En un programa sobre Elastica emitido por BBC Radio 6 Music, Matthews fue vinculada sentimentalmente a Lawrence Chandler, integrante de la banda indie estadounidense Bowery Electric.